# Musikhøjskolen i Łódź
Grażyna og Kiejstut Bacewicz musikhøjskole i Łódź (polsk Akademia Muzyczna im. Grażyny i Kiejstuta Bacewiczów w Łodzi) blev grundlagt af Helena Kijeńska-Dobkiewiczowa i begyndelsen af det 20. århundrede, og blev reaktiveret efter 2. verdenskrig i 1945 (fra 1946 kendt under navnet Den statslige musikhøjskole; Państwowa Wyższa Szkoła Muzyczna). Højskolens første direktør var Kazimierz Wiłkomirski.
Højskolen oplevede en intensiv artistisk og uddannelsesmæssig udvikling takket være sine fremragende musikere, pædagoger og rektorer op gennem historien. I 1999 blev den opkaldt efter Grażyna og Kiejstut Bacewicz.
Musikhøjskolen har sæde i Karol Poznańskis representative palæ, som fabrikanten Izrael Poznański byggede til sin søn i 1904.

## Fakulteter
- Fakultet for komposition, musikteori, rytmik og artistisk uddannelse
- Fakultet for klaver, cembalo og orgel
- Det instrumentale fakultet
- Fakultet for vokalistik og skuespil

## Ekstern Henvisninger
- Musikkhøyskolens hjemmeside

51°46′22″N 19°26′55″Ø / 51.772833°N 19.448719°Ø